# غاي كارلتون
غاي كارلتون (بالإنجليزية: Guy Carleton, 1. Baron Dorchester) هو جُندي وإداري إنجليزي إيرلندي وُلد في 3 سبتمبر 1724 وتُوفي في 10 نوفمبر 1808. شغل منصب حاكم مقاطعة كيبك مرّتين في الفترة 1768-1778، كما تولّى في نفس هذه الفترة منصب الحاكم العام لأمريكا الشمالية البريطانية، ثمّ تولّى هذا المنصب ثانيةً من عام 1785 إلى 1795.

## روابط خارجية
- غاي كارلتون على موقع الموسوعة البريطانية (الإنجليزية)
- غاي كارلتون على موقع الموسوعة البريطانية (الإنجليزية)